# جون إنغرام (سياسي)
جون إنغرام هو محامي وسياسي أمريكي، ولد في 12 يونيو 1929 في غرينزبورو في الولايات المتحدة، وتوفي في 6 يناير 2013 في ميرتل بيتش في الولايات المتحدة. نشط حزبياً في الحزب الديمقراطي. وقد انتخب عضو مجلس نواب كارولينا الشمالية ‏.